# Tarabai (São Paulo)
Tarabai is een gemeente in de Braziliaanse deelstaat São Paulo. De gemeente telt 6.464 inwoners (schatting 2009).

## Aangrenzende gemeenten
De gemeente grenst aan Álvares Machado, Estrela do Norte, Pirapozinho, Presidente Bernardes en Sandovalina.